# 1 октября
1 октября — 274-й день года (275-й в високосные годы) по григорианскому календарю.
До конца года остаётся 91 день.
До 15 октября 1582 года — 1 октября по юлианскому календарю, с 15 октября 1582 года — 1 октября по григорианскому календарю.
В XX и XXI веках соответствует 18 сентября по юлианскому календарю.

## Праздники и памятные дни

### Международные
- Международный день кофе.
- ООН — Международный день пожилых людей.
- ЮНЕСКО — Международный день музыки.
- Всемирный день вегетарианства.

### Национальные
- Китай — День Республики.
- Нигерия — День независимости (1960).
- Кипр — День независимости (1960).
- Украина — День защитников и защитниц Украины, День украинского казачества.

### Профессиональные
- Россия — День Сухопутных войск.
- Узбекистан — День учителей и наставников.

### Религиозные
Католицизм
 — Мученик Арефа Римский и иже с ним 505 мучеников (Рим);
 — Святой Пиат из Турне (ум. 286, Бельгия);
 — Мученики Вериссим, Максима и Иулия Лиссабонские или Олисипонские (ум. 304, Португалия);
 — Абреха и Ацебеха (Аизан и Сазана), цари Абиссинские (III—IV вв.);
 — Ремигий, епископ Реймский (437—533);
 — Роман Сладкопевец (490—556);
 — Епископ Никита Трирский (513—566, Германия);
 — Преподобный Бавон Гентский (VII век, Нидерланды);
 — Юриэль Тремюрская (VII век, Франция);
 — Принц Мелор Корнуэльский;
 — Додо, аббат Валле-ан-Фань (ум. 750, Франция);
 — Аббат Фидалеус (Fidharleus) из Рэтайна (ум. 762, Ирландия);
 — Аббат Вирила из Лейре (ум. 950, Наварра);
 — Блаженный Каспар Фисогиро (ум. 1617, Япония, беатифицирован в 1867);
 — Блаженный Роберт Уидмерпул (ум., 1588, Англия), восстановивший монастырь после набега викингов;
 — Блаженный Роберт Уилкокс. Пострадал вместе с предыдущим;
 — Блаженный Ральф Крокетт (ум. 1588, Англия);
 — Блаженный Эдвард Джеймс (ум. 1588, Чичестер, беатифицирован в 1929);
 — Блаженный Джон Робинсон (ум. 1588, Ипсвич, беатифицирован в 1929);
 — Учитель Церкви Тереза из Лизьё (1873—1897, канонизирована в 1925, Франция).

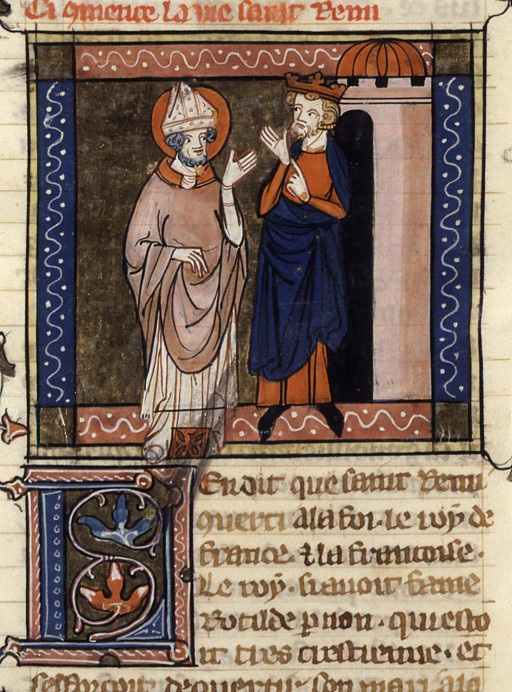
Ремигий
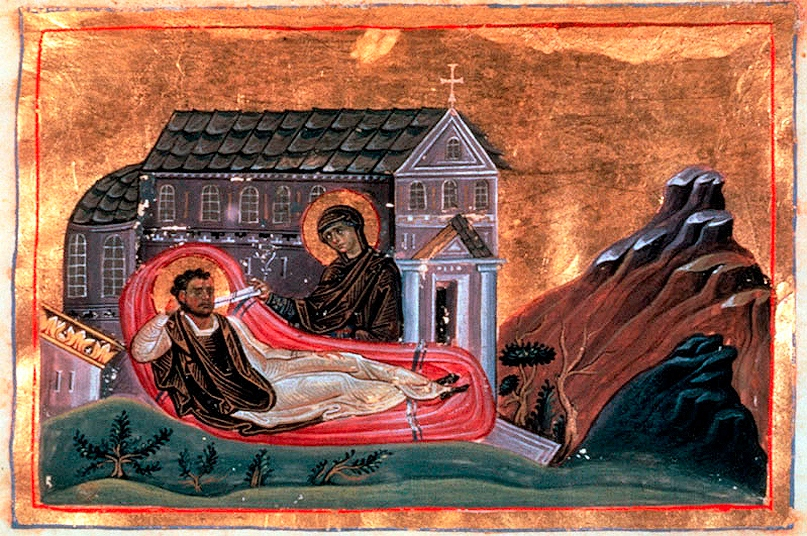
Роман Сладкопевец
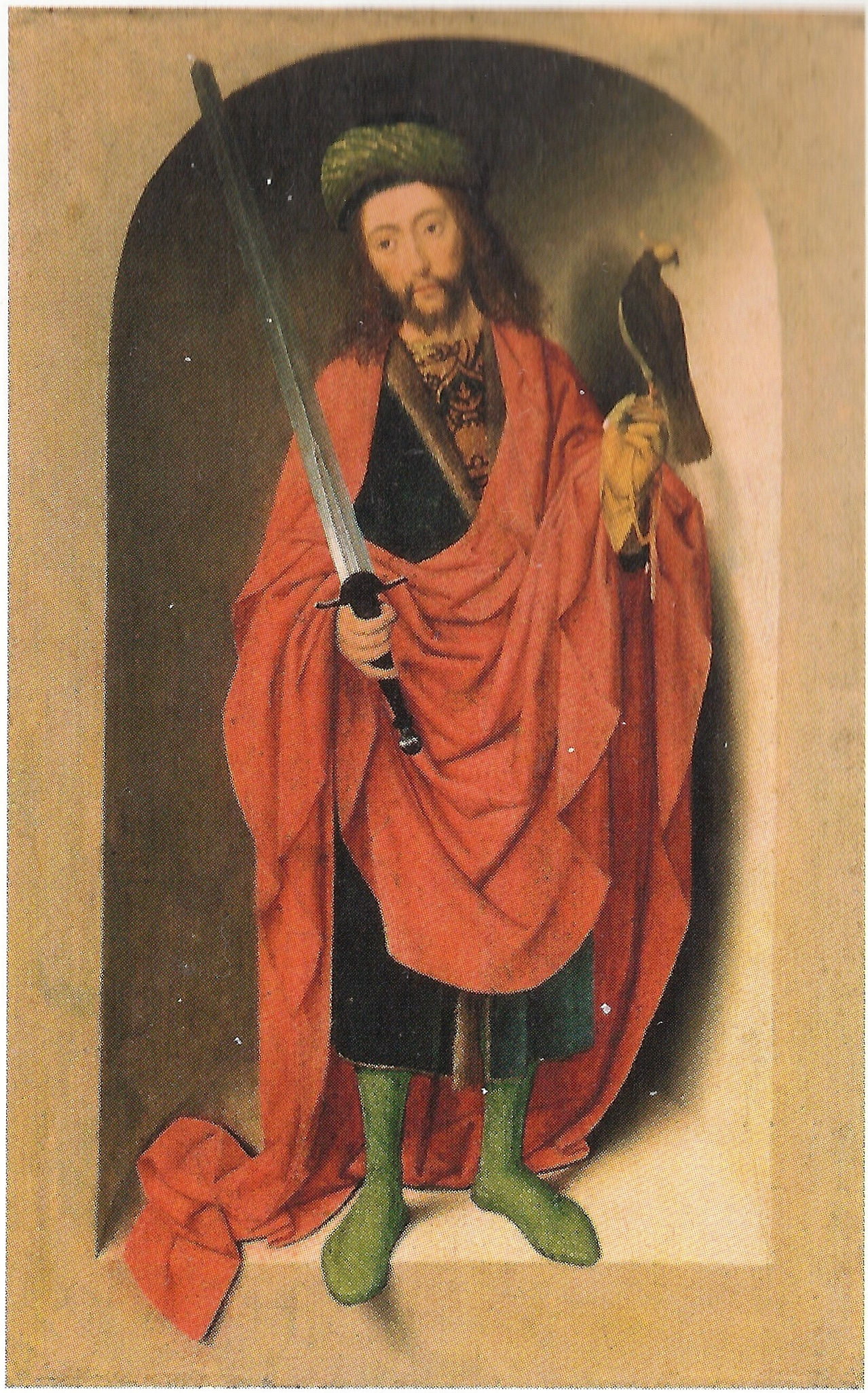
Бавон
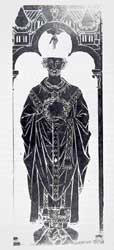
Пиат
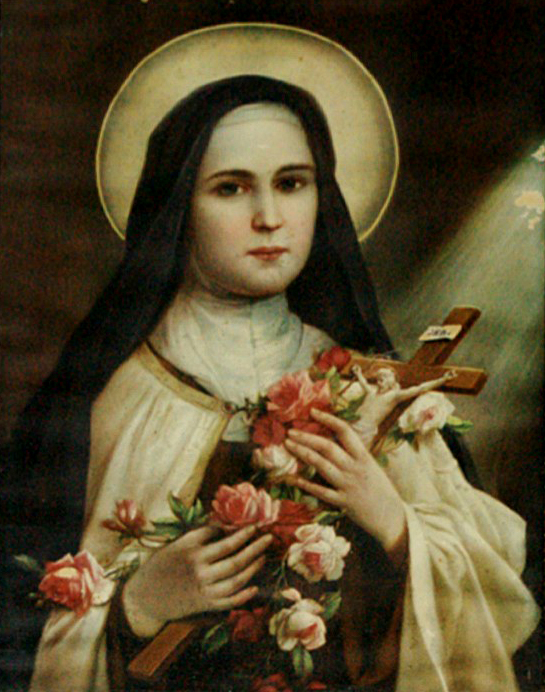
Тереза из Лизьё

 Православие
 — Память преподобного Евмения, епископа Гортинского (VII век, Крит);
 — прославление преподобной Евфросинии Суздальской (XIII век), в миру княжны Феодулии (1698 год);
 — память преподобного Илариона Оптинского (1873 год);
 — память мученицы Ариадны Промисской (Фригийской) (II век);
 — память мучениц Софии и Ирины Египетских (III век);
 — память мученика Кастора;
 — память мучеников Бидзины, Шалвы и Элизбара, князей Ксанских (1660 год) (Груз.);
 — память священномучеников Алексия Кузнецова и Петра Дьяконова, пресвитеров (1918 год);
 — память священномучеников Амфилохия (Скворцова), епископа Красноярского, Иоанна Васильева, Бориса Боголепова, Михаила Скобелева, Владимира Чекалова, Вениамина Благонадеждина, Константина Твердислова, пресвитеров и мученика Сергия Ведерникова (1937 год);
 — празднование Молченской, именуемой «Целительница», иконы Божией Матери (1405 год);
 — празднование Старорусской иконы Божией Матери (возвращение её в Старую Руссу в 1888 году).

## События

### До XIX века
- 331 до н. э. — битва при Гавгамелах.
- 1550 — Иван Грозный издал Приговор (Указ) «Об испомещении в Московском и окружающих уездах избранной тысячи служилых людей», и тем самым заложил основы регулярной русской армии.
- 1661 — в Англии состоялись первые гонки на яхтах: соревновались король Карл II и его брат Джеймс. Победу одержал король.
- 1756 — Лобозицкая битва.
- 1764 — военное правление в Канаде заменено гражданскими законами.
- 1777 — договор в Сан-Ильдефонсо между Испанией и Португалией об урегулировании территориальных споров в районе реки Ла-Плата, при этом утратил силу Тордесильясский договор.
- 1795 — Присоединение Австрийских Нидерландов (будущей Бельгии) к Франции.
- 1800 — заключение договора между Францией и Испанией в Сент-Ильдефонсе. Возвращение Франции Луизианы, которая была передана французами Испании в 1762 году. Испанскому королю Карлу IV удалось лишь добиться от Наполеона Бонапарта устного согласия никогда не передавать эту территорию третьей стороне.

### XIX век
- 1830 — А. C. Пушкин в селе Болдино завершил работу над первоначальной восьмой главой «Евгения Онегина» («Путешествие Онегина»).
- 1847 — Вернер фон Сименс, его братья и Иоганн Гальске основывают фирму «Telegraphenbauanstalt Siemens & Halske», ныне известную, как «Siemens AG». С деятельностью компании связаны такие инновации, как стрелочный телеграф, динамо-машина, трансатлантическое телеграфное сообщение, трамвай, троллейбус, электровоз, слуховой аппарат, имплантируемый кардиостимулятор, цифровая АТС и многие другие.
- 1853 — в Австрии евреям запрещено быть земельными собственниками.
- 1869 — первые почтовые открытки выпущены в Вене.
- 1871 — лидер американских мормонов Б. Янг арестован по обвинению в сожительстве с 16 жёнами.
- 1879 — по инициативе Карла Вейпрехта в Гамбурге открылась первая Международная полярная конференция.
- 1880 — основан Браззавиль, столица французской колонии Конго.
- 1881 — во Франции создан футбольный клуб «Бордо».
- 1887 — открыт заново отстроенный после пожара 1873 года Одесский национальный академический театр оперы и балета.
- 1890 — в горах Сьерра-Невада, в долине реки Йосемити-крик, основан Йосемитский национальный парк площадью 304 тысячи га, в котором растут тысячелетние секвойи.
- 1895 — Франция завладела Мадагаскаром.

### XX век
- 1904 — начато рабочее движение поездов по Кругобайкальской железной дороге.
- 1908 — Генри Форд представил новую модель своего автомобиля «Форд Лиззи» (модель T), ставшую благодаря своей низкой цене (850 долларов), выносливости и экономичности самым популярным автомобилем первой четверти века. К 1927 году было выпущено 15 млн автомобилей данной марки.
- 1924 — в Москве открылся Театр сатиры.
- 1926 — открылся Киевский театр оперы и балета.
- 1929 — первый полёт на ракетоплане с пороховыми ракетами, Ф. Опель (Германия).
- 1931
  - На Харьковском тракторном заводе им. С. Орджоникидзе сошёл с конвейера первый трактор.
  - Введён в эксплуатацию реконструированный автомобильный завод АМО в Москве.
- 1933 — начались лётные испытания самолёта И-15 конструкции Н. Н. Поликарпова. И-15 был принят на вооружение и запущен в производство.
- 1939 — открытое письмо русского революционера и дипломата Ф. Раскольникова с осуждением сталинских репрессий опубликовано в эмигрантской «Новой России».
- 1940 — Финляндия заключила с Германией союзный договор.
- 1943 — почти все евреи Дании в количестве 7000 человек силами датского антинацистского подполья перевезены в нейтральную Швецию.
- 1946 — завершился Нюрнбергский процесс стран-победительниц над отдельными руководителями и функционерами нацистской Германии.
- 1947 — открылась первая почтовая вертолётная линия. Компания «Los Angeles Airways» выполняла рейсы на Sikorsky S-51.
- 1949 — провозглашена Китайская Народная Республика.
- 1950 — первый полёт самолёта Ил-14П, экипаж В. К. Коккинаки.
- 1960 — с конвейера сошёл первый «Запорожец», получивший в народе прозвище «горбатый».
- 1962
  - Барбра Стрейзанд подписала свой первый контракт с фирмой грамзаписи «Columbia Records».
  - Нидерландская Новая Гвинея перешла под управление Временной исполнительной администрации ООН. Спустя полгода эта территория была передана Индонезии.
- 1964 — в Японии запущена в эксплуатацию первая в мире высокоскоростная магистраль — Токайдо-синкансэн.
- 1967
  - Центральное телевидение СССР начало трансляцию программ в цветном изображении.
  - Начало первого турне «Pink Floyd» по Америке.
- 1971 — во Флориде открыто самое крупное в мире место развлечений — «Диснейуорлд».
- 1977 — Пеле оставил большой футбол, забив в течение своей спортивной карьеры 1281 гол в 1363 играх. В последней игре Пеле один тайм сыграл за свой последний клуб нью-йоркский «Космос» и один — за бразильский «Сантос», в котором начинал свою легендарную футбольную карьеру.
- 1979 — зона Панамского канала передана под юрисдикцию Панамы.
- 1982
  - Председатель Христианско-демократического союза 52-летний Гельмут Коль стал канцлером ФРГ.
  - В «Диснейуорлде» во Флориде открылся тематический парк Epcot.
  - В Японии в продажу поступил первый коммерческий компакт-диск. Им стал альбом Билли Джоэла «52nd Street».
- 1983 — шведская почта выпустила марку с изображением квартета «ABBA».
- 1984 — в Куанде (на трассе БАМа) состоялась укладка последнего, «золотого» звена магистрали.
- 1985 — операция «Деревянная нога».
- 1988
  - Финал футбольного турнира Олимпийских игр 1988: сборная СССР в дополнительное время обыграла сборную Бразилии (2:1)
  - Создан Народный фронт Эстонии.
- 1990 — в СССР принят закон «О свободе совести и религиозных организациях».
- 1992
  - В Литве введена новая валюта — лит.
  - В России началась выдача приватизационных сертификатов — ваучеров.
- 1993 — в России отменена прописка.
- 1994 — острова Палау (Океания) стали независимым государством.
- 1996 — Совет Безопасности ООН отменил санкции против Югославии, наложенные в 1992 году.
- 1997 — начата поэтапная замена советских паспортов на паспорта гражданина Российской Федерации.
- 1998 — ОАО «Авиастар» выпущен первый магистральный пассажирский самолёт Ту-204-120 с двигателями фирмы «Rolls-Royce» по контракту с «Kato Aeromatik» (Египет).

### XXI век
- 2004 — американские войска берут Самарру.
- 2015 — массовое убийство в Розберге (штат Орегон), 10 погибших, включая стрелка
- 2017
  - Референдум о независимости Каталонии.
  - Стрельба в Лас-Вегасе — одно из самых массовых убийств в США (59 жертв).
- 2022 — вторжение России на Украину: украинские войска освободили Лиман в Донецкой области, потерянный в конце мая.
- 2024 — вторжение России на Украину: российские войска полностью захватили украинский город Угледар.

## Родились

### До XIX века
- 1207 — Генрих III (ум. 1272), король Англии (1216—1272).
- 1507 — Джакомо да Виньола (наст. имя Якопо де Бароцци; ум. 1573), итальянский архитектор позднего Возрождения.
- 1620 — Николас Питерс Берхем Старший (ум. 1683), голландский живописец, график и гравёр.
- 1754 — Павел I (убит в 1801), российский император (1796—1801).
- 1791 — Сергей Аксаков (ум. 1859), русский писатель, критик, общественный деятель.

### XIX век
- 1816 — Макарий (в миру Михаил Петрович Булгаков; ум. 1882), митрополит, историк русской церкви.
- 1827 — Ричард Култер (ум. 1908), американский банкир и военный деятель, участник Гражданской войны в США.
- 1847 — Анни Безант (ум. 1933), английский теософ, писательница, оратор, борец за права женщин.
- 1861 — Анна Бригадере (ум. 1933), латышская писательница, драматург.
- 1865 — Поль Дюка (ум. 1935), французский композитор, музыкальный критик.
- 1866 — Лидия Нотт (ум. 1955), американская актриса немого кино.
- 1870 — Александр Цюрупа (ум. 1928), советский государственный и партийный деятель, один из организаторов продотрядов.
- 1881 — Уильям Боинг (ум. 1956), американский авиаконструктор, основатель компании Boeing.

### XX век
- 1903
  - Владимир Горовиц (ум. 1989), советский и американский пианист.
  - Михаил Гурьянов (погиб в 1941), один из первых советских партизан — Героев Советского Союза.
  - Павел Тагер (ум. 1971), советский изобретатель в области звукового кино, создатель системы оптической записи звука.
- 1907 — Морис Бардеш[англ.] (ум. 1998), французский писатель и биограф, защитник национал-социализма.
- 1910
  - Аттилио Павези (ум. 2011), итальянский велогонщик, двукратный олимпийский чемпион (1932).
  - Бонни Паркер (убита в 1934), американская грабительница, партнёрша гангстера Клайда Бэрроу.
- 1912 — Лев Гумилёв (ум. 1992), русский историк-этнолог, философ, поэт, сын Анны Ахматовой и Николая Гумилёва.
- 1919 — Дмитрий Козлов (ум. 2009), советский и российский конструктор ракетно-космической техники.
- 1920 — Уолтер Маттау (ум. 2000), американский актёр-комик, лауреат «Оскара» и двух премий «Тони».
- 1922 — Янг Чжэньнин, китайский и американский физик, лауреат Нобелевской премии по физике (1957).
- 1924 — Джимми Картер (ум. 2024), 39-й президент США (1977—1981 гг.), лауреат Нобелевской премии мира (2002).
- 1927 — Олег Ефремов (ум. 2000), актёр и режиссёр театра и кино, педагог, народный артист СССР.
- 1929 — Вера Горностаева (ум. 2015), пианистка, педагог, музыкально-общественный деятель, народная артистка РСФСР.
- 1930
  - Филипп Нуаре (ум. 2006), французский актёр театра и кино, обладатель двух премий «Сезар».
  - Ричард Харрис (ум. 2002), ирландский киноактёр, кинорежиссёр, сценарист, продюсер, музыкант, лауреат премий "Золотой глобус, «Грэмми» и др. наград.
- 1935 — Джули Эндрюс, британская актриса, певица, писательница, лауреат «Оскара», «Золотого глобуса», «Эмми» и др. премий.
- 1937 — Петер Штайн, немецкий театральный режиссёр.
- 1938 — Лоррейн Крэпп, австралийская пловчиха, двукратная олимпийская чемпионка (1956).
- 1941 — Вячеслав Веденин (ум. 2021), советский лыжник, двукратный олимпийский чемпион (1972), двукратный чемпион мира (1970).
- 1942 — Жан-Пьер Жабуй (ум. 2023), французский автогонщик, пилот «Формулы-1».
- 1943 — Жан-Жак Анно, французский кинорежиссёр, сценарист и продюсер, обладатель премий «Оскар», «Сезар».
- 1945
  - Виктория Дауётите-Пакярене, литовский литературовед.
  - Николай Денисов, советский и российский актёр, драматург, поэт, телеведущий.
- 1947 — Маришка Вереш (ум. 2006), вокалистка нидерландской группы Shocking Blue, прославившаяся песней «Venus».
- 1950 — Рэнди Куэйд, американский актёр, лауреат премии «Золотой глобус».
- 1951 — Нина Усатова, советская и российская актриса театра и кино, народная артистка РФ.
- 1954 — Сергей Чесноков-Ладыженский, советский и российский художник, график, живописец.
- 1956 — Тереза Мэй, британский политик, 76-й премьер-министр Великобритании (2016—2019).
- 1966 — Джордж Веа, либерийский футболист и политик, президент Либерии (2018—2024).
- 1969
  - Виктор Антонов, советский и казахстанский футболист, тренер и арбитр.
  - Зак Галифианакис, американский актёр, комик, сценарист и продюсер.
  - Ори Каплан, американский и израильский джазовый саксофонист.
  - Дженнифер Милмор, американская актриса кино и телевидения.
  - Маркус Стивен, тяжелоатлет и политик, серебряный призёр чемпионата мира (1999) и 27-й президент Науру (2007—2011).
- 1970
  - Алексей Жамнов, российский хоккеист и тренер.
  - Мозес Киптануи, кенийский бегун, трёхкратный чемпион мира на дистанции 3000 м с барьерами (1991, 1993, 1995).
- 1974 — Шерри Сом, американская актриса кино и телевидения.
- 1975 — Чулпан Хаматова, актриса театра и кино, общественный деятель, народная артистка России.
- 1976 — Светлана Вильгельм-Плащевская, российская актриса мюзикла, театра и кино, певица.
- 1977 — Уильям Придди, американский волейболист, олимпийский чемпион (2008).
- 1979 — Валевска (Валевска Морейра ди Оливейра, ум. 2023), бразильская волейболистка, олимпийская чемпионка (2008).
- 1980 — Сара Дрю, американская актриса телевидения, кино и театра.
- 1982 — Ольга Фонда, американская актриса и фотомодель русского происхождения.
- 1983 — Мирко Вучинич, черногорский футболист.
- 1984 — Эрика Элиссон, американская эротическая модель и актриса.
- 1986 — Джерни Смоллетт, американская актриса кино и телевидения.
- 1988 — Кариба Хейн, австралийская актриса кино и телевидения, танцовщица, фотомодель и фотограф.
- 1989 — Бри Ларсон (наст. имя Брианна Сидони Десанье), американская актриса и певица, обладательница премий «Оскар», «Золотой глобус», BAFTA и др.
- 1991
  - Дженнифер Доддс, шотландская кёрлингистка, олимпийская чемпионка (2022), чемпионка Европы (2021).
  - Винцент Крихмайр, австрийский горнолыжник, двукратный чемпион мира (2021).
- 1992 — Жюли Цогг, швейцарская сноубордистка, двукратная чемпионка мира (2019, 2023).
- 1996 — Виталина Бацарашкина, российский стрелок из пистолета, двукратная олимпийская чемпионка (2020), чемпионка мира (2018).
- 1998 — Тима Белорусских (наст. имя Тимофей Морозов), белорусский певец и автор песен, музыкант.
- 2000 — Калле Рованперя, финский автогонщик, двукратный чемпион мира по ралли.

### XXI век
- 2001 — Зики Те (Изакель Гомес Те), португальский игрок в мини-футбол, чемпион мира (2021), чемпион Европы (2022).

## Скончались

### До XX века
- 959 — Эдвиг (р. 941), король Англии (955—959).
- 1460 — Савва Вишерский, православный святой, основатель Савво-Вишерского монастыря.
- 1499 — Марсилио Фичино (р. 1433), итальянский гуманист, философ и астролог.
- 1684 — Пьер Корнель (р. 1606), французский поэт и драматург, «отец французской трагедии».
- 1768 — Роберт Симсон (р. 1687), шотландский математик и доктор медицины.
- 1814 — Гийом Оливье (р. 1756), французский натуралист, энтомолог и ботаник, профессор зоологии.
- 1864 — Хуан Флорес (р. 1800), венесуэльский военачальник, первый президент Эквадора.

### XX век
- 1906 — Яков Абрамов (р. 1858), русский публицист, журналист, литературный критик.
- 1911 — Вильгельм Дильтей (р. 1833), немецкий историк культуры и философ-идеалист.
- 1917 — Иван Агуэли (р. 1869), шведский художник, мусульманин, первый европеец, поступивший в каирский Университет аль-Азхар.
- 1929 — Эмиль Антуан Бурдель (р. 1861), французский скульптор.
- 1935 — Владимир Гиляровский (р. 1855), русский писатель, журналист, бытописатель Москвы.
- 1940 — Надежда Плевицкая (р. 1884), русская певица, исполнительница народных песен и романсов.
- 1948 — Феодосий Красовский (р. 1878), российский астроном-геодезист, определивший размеры земного эллипсоида.
- 1949 — Михаил Родионов (р. 1907), советский государственный и партийный деятель, председатель Совмина РСФСР (с 1946).
- 1950 — расстрелян Алексей Кузнецов (р. 1905), руководитель ленинградской парторганизации, член особой тройки НКВД СССР.
- 1955 — Алексей Дикий (р. 1889), актёр театра и кино, театральный режиссёр, педагог, народный артист СССР.
- 1958 — Роберт Фальк (р. 1886), российский и советский живописец, член художественной группы «Бубновый валет».
- 1961 — Константин Фигурнов (р. 1887), русский советский акушер-гинеколог, член-корреспондент Академии медицинских наук.
- 1969 — Соломон Телингатер (р. 1903), советский живописец и график, мастер иллюстрации и шрифтового искусства.
- 1972 — Луис Лики (р. 1903), кенийский антрополог и археолог английского происхождения.
- 1979
  - Николай Глазков (р. 1919), русский советский поэт и переводчик.
  - Карп Трохименко (р. 1885), советский живописец, иллюстратор, народный художник Украины.
- 1981 — Василий Казин (р. 1898), русский советский поэт.
- 1985 — Элвин Брукс Уайт (р. 1899), американский писатель, публицист, эссеист.
- 1989 — Александр Вокач (р. 1926), актёр театра и кино, театральный режиссёр, народный артист РСФСР.
- 1994 — Моисей Марков (р. 1908), советский физик-теоретик, академик.
- 1997 — Гуль Мохаммед (р. 1957), один из самых низкорослых людей, занесённый в Книгу рекордов Гиннесса.
- 1999 — убит Борис Олейник (р. 1935), украинский государственный и хозяйственный деятель.

### XXI век
- 2004
  - Ричард Аведон (р. 1923), американский фотограф, мастер документальной и модельной фотографии.
  - Александр Рогов (р. 1956), советский спортсмен и тренер (гребля на каноэ), олимпийский чемпион (1976).
- 2006 — Франк Байер (р. 1932), немецкий кинорежиссёр, сценарист и актёр.
- 2007 — Эл Ортер (р. 1936), американский легкоатлет, метатель диска, 4-кратный олимпийский чемпион.
- 2008
  - Василий Грязев (р. 1928), советский и российский конструктор автоматического артиллерийского и стрелкового вооружения.
  - Борис Ефимов (при рожд. Борис Фридлянд; р. 1900), советский и российский художник-график, карикатурист.
- 2010
  - Георгий Арбатов (р. 1923), советский и российский историк, педагог, академик.
  - Герард Лябуда (р. 1916), польский историк-медиевист, исследователь истории западных славян.
  - Михаил Рощин (наст. фамилия Гибельман; р. 1933), советский и российский прозаик, драматург, сценарист.
- 2011 — Свен Тумба-Юханссон (р. 1931), шведский хоккеист, трёхкратный чемпион мира, 4-кратный чемпион Европы, футболист и гольфист.
- 2013 — Джулиано Джемма (р. 1938), итальянский актёр кино и телевидения.
- 2018 — Шарль Азнавур (р. 1924), французский певец, автор песен и актёр армянского происхождения.
- 2019 — Карел Готт (р. 1939), чешский певец.
- 2024 — Вячеслав Добрынин (р. 1946), советский и российский композитор, эстрадный певец, народный артист Российской Федерации.

## Приметы
Приметы на этот день в большинстве связаны с празднованием памяти святой Ирины Египетской:
- Ирина (Арина) — журавлиный лёт. «На Арину отсталый журавль за тёплое море тянет».
- Дети и взрослые, заметив издали журавлей, кричат: «Колесом дорога! Колесом дорога!». Они уверены, что этот крик отвращает их от полёта за тёплые моря, а вместе — возвращает и зиму назад; старались этим средством отдалить зиму. В это время бывает первое зазимье.
- Если на Арину журавли полетят, на Покров (14 октября) надо ждать первого мороза, а если их не видно, то до Артемьева дня (2 ноября) слякоть простоит и зима, соответственно наступит позднее[9].
- Арина-шиповница: на Арину собирают плоды шиповника, сушат их[9][10].
- Арина — истопница овинная[9].
- Если бурьяны выросли очень высокие — будет много снега[9].